# 中国驻比利时大使列表
本列表為中國（清朝、中華民國和中華人民共和國）駐比利時歷任大使名錄。

## 历任中国驻比利时大使

### 清朝出使比国钦差大臣（1885年－1912年）
清廷于光绪十一年（1885年）开始在派遣出使比利时钦差大臣。初为兼任，光绪廿八年（1902年）起改为专使。
| 姓名   | 任命                 | 到任                   | 递交国书               | 免职                 | 离任                   | 外交衔级 | 外交职务             | 备注   | 备注 |
| ------ | -------------------- | ---------------------- | ---------------------- | -------------------- | ---------------------- | -------- | -------------------- | ------ | ---- |
| 许景澄 | 1885年7月14日        | 1885年12月15日         | 1885年12月16日         | 1887年6月23日        | 1887年11月27日         | 二等公使 | 兼出使比利时钦差大臣 | 驻德兼 |      |
| 许景澄 | 光绪十一年六月三日   | 光绪十一年十一月十日   | 光绪十一年十一月十一日 | 光绪十三年五月三日   | 光绪十三年十月十三日   | 二等公使 | 兼出使比利时钦差大臣 | 驻德兼 |      |
| 刘瑞芬 | 1887年6月23日        | 1888年1月27日          | 1888年1月30日          | 1889年3月31日        | 1890年3月12日          | 二等公使 | 兼出使比利时钦差大臣 | 驻英兼 |      |
| 刘瑞芬 | 光绪十三年五月三日   | 光绪十三年十二月十五日 | 光绪十三年十二月十八日 | 光绪十五年三月一日   | 光绪十六年二月廿二日   | 二等公使 | 兼出使比利时钦差大臣 | 驻英兼 |      |
| 薛福成 | 1889年5月15日        | 1890年6月10日          | 1890年6月13日          |                      | 1894年5月4日           | 二等公使 | 兼出使比利时钦差大臣 | 驻英兼 |      |
| 薛福成 | 光绪十五年四月十六日 | 光绪十六年四月廿三日   | 光绪十六年四月廿六日   |                      | 光绪廿年三月廿九日     | 二等公使 | 兼出使比利时钦差大臣 | 驻英兼 |      |
| 龔照瑗 | 1893年11月11日       |                        | 1894年10月28日         |                      | 1897年4月19日          | 二等公使 | 兼出使比利时钦差大臣 | 驻英兼 |      |
| 龔照瑗 | 光绪十九年十月四日   |                        | 光绪廿年九月三十日     |                      | 光绪廿三年三月十八日   | 二等公使 | 兼出使比利时钦差大臣 | 驻英兼 |      |
| 罗丰禄 | 1896年11月23日       |                        | 1898年8月25日          | 1902年5月26日        | 1902年6月18日          | 二等公使 | 兼出使比利时钦差大臣 | 驻英兼 |      |
| 罗丰禄 | 光绪廿二年十月十九日 |                        | 光绪廿四年七月九日     | 光绪廿八年四月十九日 | 光绪廿八年五月十三日   | 二等公使 | 兼出使比利时钦差大臣 | 驻英兼 |      |
| 张德彝 | 1901年11月14日       |                        |                        | 1902年5月19日        |                        | 二等公使 | 兼出使比利时钦差大臣 | 驻英兼 |      |
| 张德彝 | 光绪廿七年十月四日   |                        |                        | 光绪廿八年四月十二日 |                        | 二等公使 | 兼出使比利时钦差大臣 | 驻英兼 |      |
| 杨兆鋆 | 1902年5月19日        | 1902年12月12日         | 1902年12月20日         |                      | 1906年6月12日          | 二等公使 | 出使比利时钦差大臣   |        |      |
| 杨兆鋆 | 光绪廿八年四月十二日 | 光绪廿八年十一月十三日 | 光绪廿八年十一月廿一日 |                      | 光绪卅二年闰四月廿一日 | 二等公使 | 出使比利时钦差大臣   |        |      |
| 周荣曜 | 1904年9月15日        | 未到任                 |                        |                      |                        | 二等公使 | 出使比利时钦差大臣   |        |      |
| 周荣曜 | 光绪卅年八月六日     | 未到任                 |                        |                      |                        | 二等公使 | 出使比利时钦差大臣   |        |      |
| 李盛铎 | 1905年9月25日        | 1906年6月10日          | 1906年6月16日          |                      | 1909年9月25日          | 二等公使 | 出使比利时钦差大臣   |        |      |
| 李盛铎 | 光绪卅一年八月廿七日 | 光绪卅二年闰四月十九日 | 光绪卅二年闰四月廿五日 |                      | 宣统元年八月十二日     | 二等公使 | 出使比利时钦差大臣   |        |      |
| 杨枢   | 1909年5月11日        | 1909年9月12日          | 1909年9月13日          | 1910年10月28日       | 1911年3月30日          | 二等公使 | 出使比利时钦差大臣   |        |      |
| 杨枢   | 宣统元年三月廿二日   | 宣统元年七月廿八日     | 宣统元年七月廿九日     | 宣统二年九月廿六日   | 宣统三年三月一日       | 二等公使 | 出使比利时钦差大臣   |        |      |
| 李国   | 1910年10月28日       | 1911年3月30日          | 1911年5月6日           | 1912年               |                        | 二等公使 | 出使比利时钦差大臣   |        |      |
| 李国   | 宣统二年九月廿六日   | 宣统三年三月一日       | 宣统三年四月八日       |                      |                        | 二等公使 | 出使比利时钦差大臣   |        |      |

### 中华民国驻比利时公使（1912年－1937年）
中华民国建国后开始派遣驻比利时公使。1937年，中国驻比利时公使馆升格为大使馆。
| 姓名   | 任命           | 到任           | 递交国书       | 免职          | 离任           | 外交衔级 | 外交职务     | 备注                     | 备注 |
| ------ | -------------- | -------------- | -------------- | ------------- | -------------- | -------- | ------------ | ------------------------ | ---- |
| 李国   | 1912年         |                |                |               | 1912年         |          | 外交代表     | 民国成立后改派为外交代表 |      |
| 吴尔昌 | 1912年11月     |                |                |               | 1913年11月14日 |          | 临时代办     |                          |      |
| 王广圻 | 1912年12月29日 |                | 1913年11月14日 |               | 1913年12月27日 | 公使     | 特命全权公使 |                          |      |
| 章祖申 | 1913年12月27日 | 1913年12月27日 |                |               | 1914年4月20日  |          | 临时代办     |                          |      |
| 汪荣宝 | 1914年2月19日  | 1914年4月20日  | 1914年4月25日  | 1919年1月5日  |                | 公使     | 特命全权公使 |                          |      |
| 魏宸组 | 1919年1月5日   | 1919年2月20日  | 1919年2月28日  | 1921年8月2日  |                | 公使     | 特命全权公使 |                          |      |
| 王景岐 | 1921年8月2日   | 1921年11月20日 | 1921年12月10日 |               | 1929年3月29日  | 公使     | 特命全权公使 |                          |      |
| 罗怀   | 1928年10月26日 | 1929年3月31日  |                |               | 1930年7月31日  | 二等秘书 | 临时代办     |                          |      |
| 傅秉常 | 1929年2月28日  | 未到任         |                | 1933年5月20日 |                | 公使     | 特命全权公使 |                          |      |
| 谢寿康 | 1930年2月17日  | 1930年7月31日  |                | 1933年1月21日 | 1931年5月31日  | 一等秘书 | 临时代办     |                          |      |
| 罗怀   | 1931年4月2日   | 1931年5月31日  |                |               | 1933年12月19日 | 二等秘书 | 临时代办     |                          |      |
| 张乃燕 | 1933年5月20日  | 1933年12月19日 | 1934年1月15日  | 1935年7月1日  |                | 公使     | 特命全权公使 |                          |      |
| 凌其翰 |                | 1934年12月1日  |                |               | 1935年9月1日   | 二等秘书 | 临时代办     |                          |      |
| 朱鹤翔 | 1935年4月25日  | 1935年9月1日   | 1935年9月12日  | 1937年6月11日 | 1937年7月16日  | 公使     | 特命全权公使 |                          |      |

### 中华民国驻比利时大使（1937年－1971年）
1937年6月1日，中华民国驻比利时公使馆升格为大使馆后，改派驻比利时大使。1940年5月德军占领比利时后，1940年8月18日闭馆并召回大使。1941年5月，中国政府任命驻荷兰公使金问泗在比利时政府流亡伦敦期间代理驻比利时大使馆馆务。1943年4月，原驻比利时大使钱泰到伦敦履职。1971年10月25日，中华民国政府与比利时断交。同月30日，驻比利时大使馆闭馆。
| 姓名   | 任命             | 到任           | 递交国书       | 免职           | 离任           | 外交衔级 | 外交职务     | 备注                                                          | 备注 |
| ------ | ---------------- | -------------- | -------------- | -------------- | -------------- | -------- | ------------ | ------------------------------------------------------------- | ---- |
| 钱泰   | 1937年6月11日    | 1937年7月23日  | 1937年8月24日  |                | 1940年8月18日  | 大使     | 特命全权大使 | 保留职务                                                      |      |
| 金问泗 | 1941年5月30日    | 1941年7月7日   |                |                | 1943年4月12日  | 公使     | 特命全权公使 | 驻荷兰公使兼代驻比大使馆馆务                                  |      |
| 钱泰   | （1943年2月3日） | 1943年4月12日  |                |                | 1944年8月18日  | 大使     | 特命全权大使 | 1943年2月3日部令回任                                          |      |
| 金问泗 | 1944年9月15日    | 1944年9月18日  | 1944年12月24日 | 1955年6月18日  |                | 大使     | 特命全权大使 | 初为驻荷兰兼，1945年3月19日改为专驻比利时，1949年起兼驻卢森堡 |      |
| 汪孝熙 | 1953年9月25日    | 1953年9月29日  |                | 1959年11月17日 |                | 公使     | 临时代办     | 兼驻卢森堡，升任大使                                          |      |
| 汪孝熙 | 1959年11月17日   | 1959年11月17日 | 1960年1月11日  |                | 1962年12月12日 | 大使     | 特命全权大使 | 兼驻卢森堡 任内病逝                                           |      |
| 李南兴 |                  | 1962年12月12日 |                | 1963年4月24日  |                | 一等秘书 | 临时代办     |                                                               |      |
| 陳雄飛 | 1963年3月9日     | 1963年4月25日  | 1963年5月27日  | 1971年6月7日   |                | 大使     | 特命全权大使 | 兼驻卢森堡                                                    |      |
| 王蓬   | 1971年6月7日     | 1971年7月6日   | 1971年7月19日  |                | 1971年11月9日  | 大使     | 特命全权大使 | 兼驻卢森堡                                                    |      |

### 中华人民共和国驻比利时大使（1972年至今）
1971年10月25日，中华人民共和国与比利时建交，开始派遣驻比利时大使。
1972年11月中国与卢森堡大公国建交后，驻比利时大使兼任驻卢森堡大使，直至1988年改为专使为止。1975年5月，中国与欧洲经济共同体达成建交协议，同年5月驻比利时大使兼任驻欧洲经济共同体使团团长。1992年，欧洲共同体成立，驻比利时大使兼任驻欧洲共同体使团团长，欧盟成立后又改为兼驻欧盟使团团长。2005年起，驻比利时大使不再兼任驻欧盟使团团长。
| 姓名   | 任命           | 任命           | 到任           | 递交国书       | 免职           | 免职           | 离任          | 外交衔级 | 外交职务     | 备注                        |
| 姓名   | 全国人大常委会 | 主席           | 到任           | 递交国书       | 全国人大常委会 | 主席           | 离任          | 外交衔级 | 外交职务     | 备注                        |
| ------ | -------------- | -------------- | -------------- | -------------- | -------------- | -------------- | ------------- | -------- | ------------ | --------------------------- |
| 缪祥涛 | 不適用         | 不適用         | 1972年2月11日  | 1972年2月23日  | 不適用         | 不適用         | 1972年5月     | 一等秘书 | 临时代办     | 筹备开馆                    |
| 李连璧 | 不適用         | 不適用         | 1972年5月26日  | 1972年6月6日   | 1976年12月2日  | 不適用         | 1976年2月3日  | 大使     | 特命全权大使 | 兼驻卢森堡、 欧洲经济共同体 |
| 宦乡   | 1976年12月2日  | 不適用         | 1976年5月4日   | 1976年5月26日  | 1978年3月7日   | 不適用         | 1978年3月10日 | 大使     | 特命全权大使 | 兼驻卢森堡、 欧洲经济共同体 |
| 康矛召 | 1978年3月7日   | 不適用         | 1978年5月4日   | 1978年5月16日  | 1981年3月6日   | 不適用         | 1981年2月28日 | 大使     | 特命全权大使 | 兼驻卢森堡、 欧洲经济共同体 |
| 郑为之 | 1981年3月6日   | 不適用         | 1981年3月18日  | 1981年3月24日  | 1983年3月5日   | 不適用         | 1983年2月1日  | 大使     | 特命全权大使 | 兼驻卢森堡、 欧洲经济共同体 |
| 章曙   | 1983年3月5日   | 不適用         | 1983年8月      | 1983年9月21日  | 1985年3月21日  | 1985年8月21日  | 1985年6月     | 大使     | 特命全权大使 | 兼驻卢森堡、 欧洲经济共同体 |
| 刘山   | 1985年3月21日  | 1985年8月21日  | 1985年8月      | 1985年9月19日  | 1989年12月26日 | 1990年6月22日  | 1990年1月     | 大使     | 特命全权大使 | 兼驻卢森堡、 欧洲经济共同体 |
| 夏道生 | 1990年2月23日  | 1990年6月22日  | 1990年7月      | 1990年7月17日  | 1992年2月25日  | 1992年6月11日  | 1992年5月     | 大使     | 特命全权大使 | 兼驻欧洲经济共同体          |
| 丁原洪 | 1992年7月1日   | 1992年10月5日  | 1992年7月      | 1992年11月12日 | 1996年10月29日 | 1997年3月6日   | 1997年2月     | 大使     | 特命全权大使 | 兼驻欧洲共同体              |
| 宋明江 | 1996年10月29日 | 1997年3月6日   | 1997年2月      | 1997年4月23日  | 2001年8月31日  | 2001年11月27日 | 2001年10月    | 大使     | 特命全权大使 | 兼驻欧洲共同体              |
| 关呈远 | 2001年8月31日  | 2001年11月27日 | 2001年11月     |                | 2004年10月27日 | 2005年3月8日   | 2005年1月     | 大使     | 特命全权大使 | 兼驻欧洲共同体，后专驻欧盟  |
| 章启月 | 2004年10月27日 | 2005年3月8日   | 2005年2月10日  | 2005年2月16日  | 2008年2月28日  | 2008年8月19日  | 2008年7月     | 大使     | 特命全权大使 |                             |
| 张援远 | 2008年4月24日  | 2008年8月19日  | 2008年8月7日   | 2008年10月6日  | 2010年10月28日 | 2011年6月1日   | 2011年5月     | 大使     | 特命全权大使 |                             |
| 廖力强 | 2010年10月28日 | 2011年6月1日   | 2011年5月31日  | 2011年7月13日  | 2014年4月24日  | 2014年12月18日 | 2014年10月    | 大使     | 特命全权大使 |                             |
| 曲星   | 2014年4月24日  | 2014年12月18日 | 2014年12月16日 | 2015年2月3日   | 2018年6月22日  | 2018年9月25日  | 2018年5月     | 大使     | 特命全权大使 |                             |
| 曹忠明 | 2018年6月22日  | 2018年9月25日  | 2018年9月20日  | 2018年10月4日  |                | 2024年7月5日   | 2024年2月     | 大使     | 特命全权大使 |                             |
| 费胜潮 |                | 2024年7月5日   | 2024年6月3日   | 2024年6月19日  | 现任           |                |               | 大使     | 特命全权大使 |                             |